# Három ország hídja
A Három ország hídja (németül Dreiländerbrücke, franciául Passerelle des Trois Pays) a világ leghosszabb kéttámaszú gyalogos- és kerékpároshídja, a francia-német barátság egyik jelképe és szivárványra emlékeztető alakjának köszönhetően egyúttal a béke szimbóluma is. A német–francia–svájci hármashatártól (és az annak svájci oldalán fekvő Bázeltől) kb. 180 méterre északi irányban található. A Baden-Württemberg tartományhoz tartozó, a Rajna partján épült Weil am Rhein városát köti össze a franciaországi Elzász Haut-Rhin megyéjében található Huningue-gel (németül Hüningen), megkönnyítve egyúttal Bázel megközelítését is.

## Története

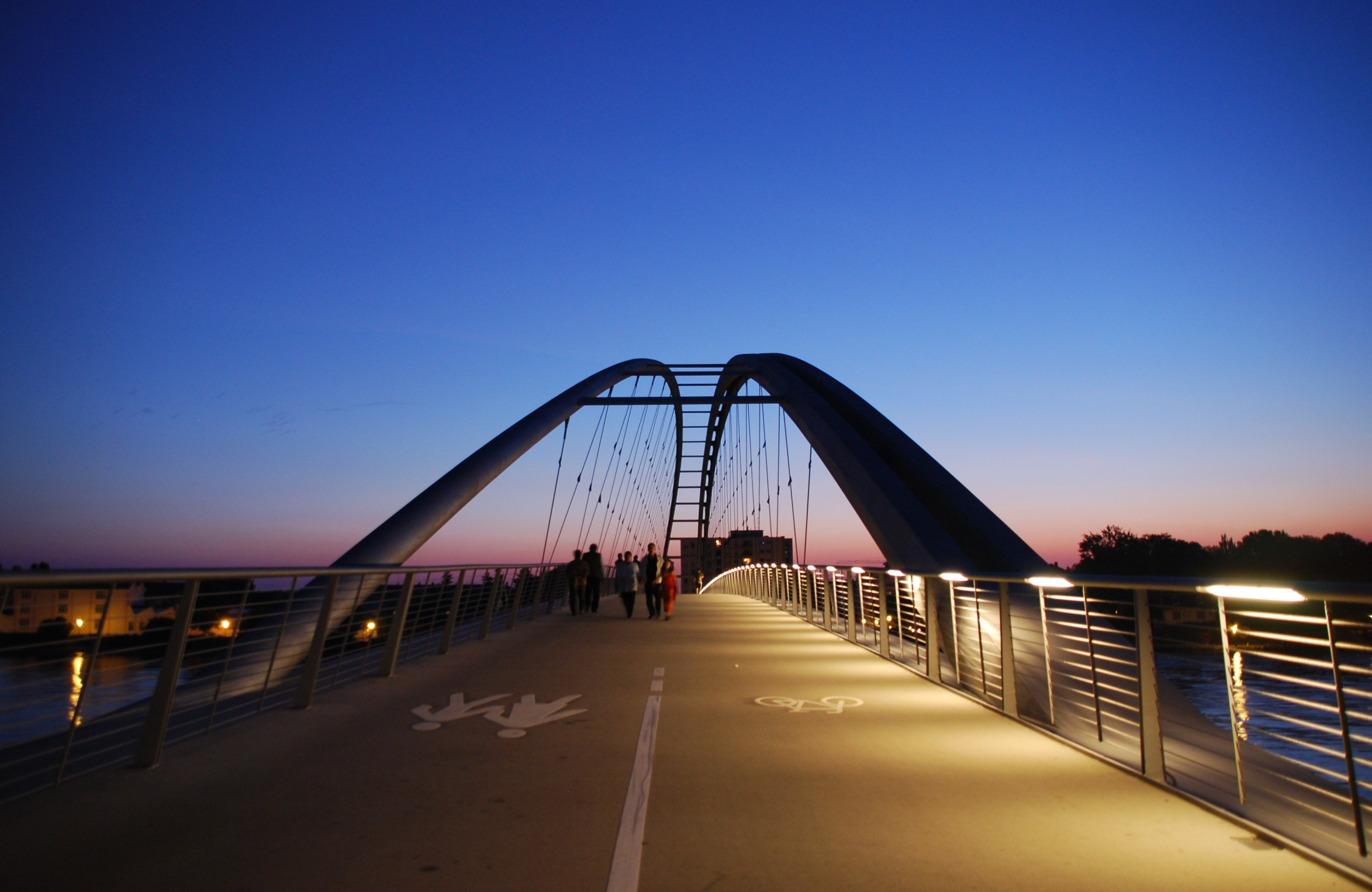
Esti séta a hídon

A híd ötletét az adta, hogy Weil am Rhein főutcája és Huningue város Rue de France nevű útja épp egymással szemben, a folyóra merőlegesen fut ki a Rajnához. A kilátás megtartása érdekében azonban a hidat nem a két utca (közös) tengelyében, hanem attól kissé eltolva építették fel.
A beruházás teljes költsége 8 259 863 euró volt; ebből 1 680 000 euró volt az EU hozzájárulása. 2007. március 30-án nyitották meg, a helyiek június végén a Rajna mindkét partján két napos hídavató ünnepséget rendeztek.

## Szerkezete, felépítése

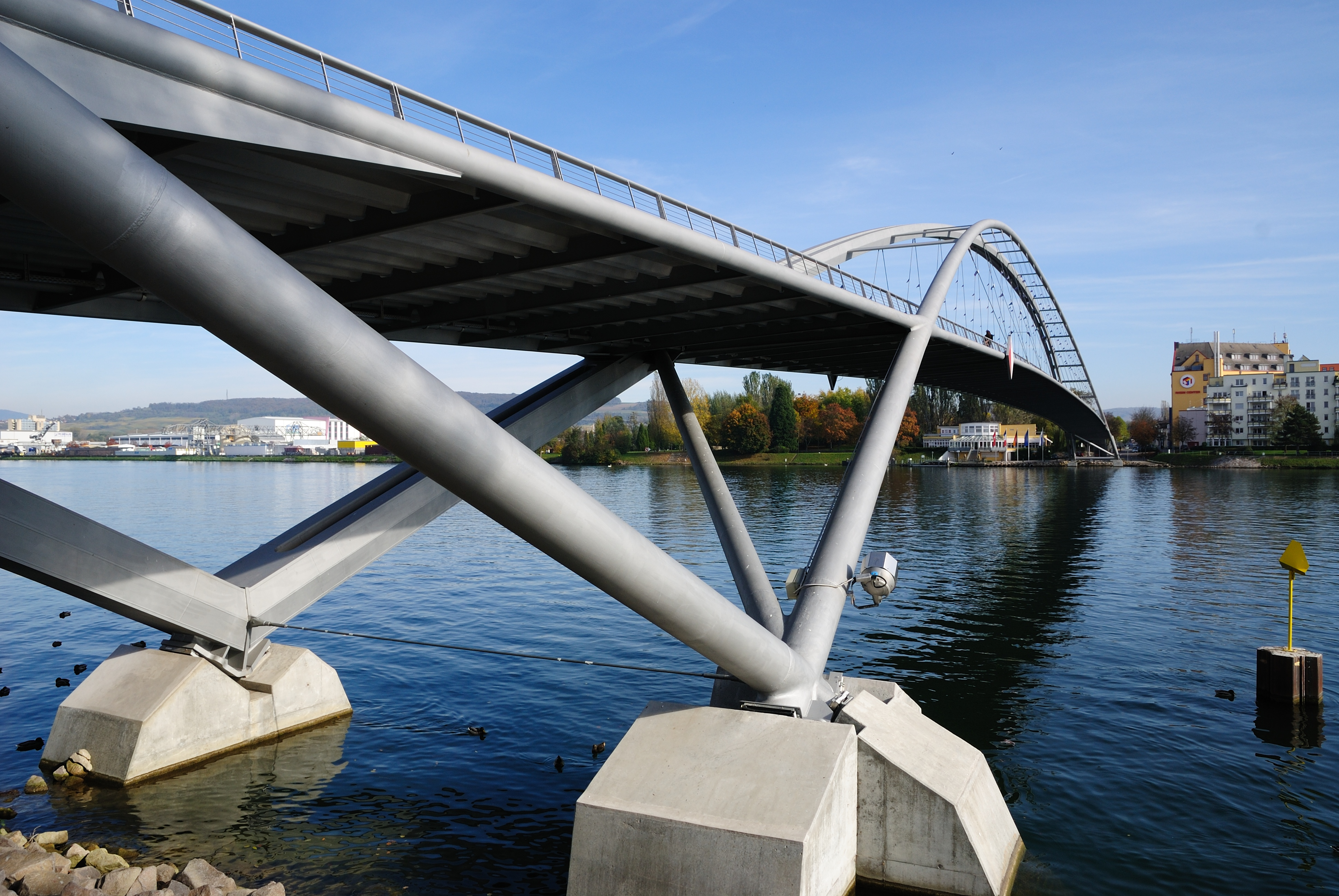
Az alátámasztás

Fesztávolsága 230 m, nyílmagassága mindössze 15 m. Tervezése közben a dinamikai számítások több veszélyes sajátfrekvenciát jeleztek, ezeket az előrejelzéseket azonban a gyakorlat nem igazolta vissza, ezért a szerkezetbe nem kellett lengéscsillapítókat beépíteni.
Legfontosabb tartóeleme egy kettős hexagonális acélcső ívszerkezet. Déli oldalán még egy ív támasztja alá úgy, hogy segítse a látvány kibontakozását. További elemei:
- a folyóparti megtámasztások,
- a lassan emelkedő rámpák kiszélesedése,
- a kábelekkel felfüggesztett acélháló korlát,

amelyek szabad kilátást engednek a folyóra, így az építők szándéka szerint a híd szinte a tájba olvad.